# Liste der spanischen Vizekönige von Portugal
In der Zeit von 1580 bis 1640 bestand zwischen den Königreichen Spanien und Portugal Personalunion; in dieser Zeit wurde Portugal von Vizekönigen regiert.
- 1580: Fernando Álvarez de Toledo, 3. Herzog von Alba  (de facto)
- 1583: Albrecht VII. von Österreich
- 1593: Erste Junta de Gobierno:
  - Miguel de Castro, Erzbischof von Lissabon
  - João da Silva, Graf von Portalegre
  - Francisco Mascarenhas
  - Duarte Castelo-Branco, Graf von Sabugal
  - Miguel de Moura
- 1600: Cristóvão de Moura, Markgraf de Castel Rodrigo (1. Mal)
- 1603: Afonso Castelo-Branco, Graf von Coimbra
- 1605: Pedro Castilho, Bischof von Leiria
- 1608: Cristóvão de Moura, Markgraf de Castel Rodrigo (2. Mal)
- 1614: Alejo de Meneses, Erzbischof von Braga
- 1615: Miguel de Castro, Erzbischof von Lissabon (Interim)
- 1615: Diego de Silva y Mendoza, Graf von Salinas (1. Mal)
- 1621: Zweite Junta de Gobierno:
  - Martín Alonso de Mejía (1621–1622)
  - Diego de Castro und Nuño Álvares de Portugal (1622–1623)
  - Diego de Castro und Diego de Silva y Mendoza (2. Mal) (1623–1626)
  - Diego de Silva y Mendoza und Alfonso Furtado de Mendonça (1627–1630)
  - Antonio Ataide and Nuño de Mendoza (1631–1633)
- 1633: João Manuel, Erzbischof von Lissabon
- 1633: Diego de Castro, Graf von Basto
- 1634: Margarete von Savoyen, Herzogin von Mantua